# Caféine (album)
Pour l’article homonyme, voir Caféine.
Albums de Christophe Willem
Inventaire tout en acoustic
(2007) Heartbox
(2011)
Singles
1. Berlin
Sortie : 6 avril 2009
2. Plus que tout
Sortie : 21 juillet 2009
3. Heartbox
Sortie : octobre 2009
4. Entre nous et le sol
Sortie : 1er mars 2010
5. Sensitized
Sortie : 3 mai 2010

Caféine est le deuxième album du chanteur français Christophe Willem, qui est sorti le 25 mai 2009.
Cet album électro-pop compte de nombreuses collaborations, dont un duo avec Kylie Minogue. L'album fait suite à son précédent opus, Inventaire, sorti en 2007.

## Production
L'album a été enregistré à Paris et à Londres. Il présente un changement notable par rapport à son prédécesseur, s'éloignant d'un style pop et de variété pour se concentrer davantage sur des éléments dance et électropop. Les voix se font plus discrètes, permettant à la musique d'occuper une place plus importante dans la composition globale,. Christophe Willem indique dans des entretiens avoir voulu « éviter l’écueil de faire un "Inventaire bis" » et qu'ils n'est plus « dans l'envie de plaire ». Concernant le son, il affirme:

« Je voulais des sons plus lourds, plus anglo-saxons dans la prod. J'ai demandé de trouver des équipes et que chacune envoie un titre. J'ai travaillé avec ceux avec qui j'accrochais. »

L'album s'inspire de la production musicale de chanteuses comme Britney Spears et Madonna. Selon Christophe Willem, Caféine raconte « du début à la fin une histoire d'amour passionnelle avec quelqu'un », en passant par « la séduction, la passion, les doutes, l'adultère et la rupture à la fin de l'album ».
Une bonne partie des titres sont des adaptations en français de chansons anglaises auparavant enregistrées par d'autres artistes. Les paroles de ces titres ont été adaptées soit par Skye seule, soit ensemble par Skye et Christophe Willem.
L'Homme en noir avait déjà été enregistré par Emma Bunton, ancienne chanteuse des Spice Girls, sous le titre de Undressing You pour son album Life in Mono, sorti en 2006.
Sensitized est apparu dans sa version originale sur l'album X de Kylie Minogue en 2007. Christophe Willem l'a ré-enregistrée en tant que duo entre Christophe Willem et la chanteuse australienne. Elle contient un sample du titre Bonnie and Clyde de Serge Gainsbourg et Brigitte Bardot de 1968. 
Entre nous et le sol est la version française de State of Grace, qui avait initialement été enregistré dans sa version originale anglaise par la chanteuse américaine Britney Spears pour son album Blackout. Elle n'a finalement pas été sélectionnée pour cet album mais peut être retrouvée comme inédit en ligne.
Le titre Coffee avait auparavant été enregistré en 2007 par le groupe allemand Room 2012 pour leur album Elevator, tandis que le chanteur danois Bryan Rice avait enregistré la chanson Fragile en 2006 pour son album Confessional.
Syke et Willem ont aussi adapté en français les titres Plus que tout, initialement écrit en anglais sous le titre de No One Else, et Trash.
La chanson Tu te fous de nous était précédemment connue sous le titre Dansez. Écrite par Jennifer Ayache du groupe Superbus, elle était à l'origine destinée à l'album Lova Lova.

## Distribution et promotion
Avant que l'album soit disponible en vente, les personnes l'ayant précommandé ont eu accès à la chanson Trash, enregistré en duo avec Skye, en téléchargement gratuit sur son site officiel,.
Le 6 avril 2009, Berlin a été choisit comme premier extrait. La chanson n'a pas été commercialisée au format CD, mais été envoyée au radios  et était disponible en téléchargement, bien que quelques exemplaires promotionnels sur CD aient été distribués. Par conséquent, le titre ne s'est pas classé dans le Top 50 français. En général, le titre a connu moins de succès que les singles précédents du chanteur ,.
À cause du peu de rotation sur les radio de Berlin, le titre Plus que tout a été présenté comme deuxième extrait de Caféine seulement quelques semaines plus tard.
Le troisième extrait Heartbox ne s'est pas non plus classé, tout comme les singles suivants, Entre nous et le sol, la reprise d'une chanson de Britney Spears , et Sensitized, le duo avec Kylie Minogue.
Christophe Willem a chanté des extraits de son albums lors de sa tournée Coffee Tour à travers la France.

## Pochette
La pochette montre le visage du chanteur qui porte une chapka, apportée à la séance photo par un styliste. La photo a été prise par le photographe Antoine Le Grand.

## Accueil critique
Nicolas Capart de La Libre Belgique parle d'un « album très british au succès doux-amer comparé à son prédécesseur », tandis que Gilles Médioni de L'Express le décrit comme une album « glam-électro au son bien lourd » qui surprend. Marc Uytterhaeghe de L'Avenir le trouve « réussi » et que « la musique et la rythmique prennent parfois le pas sur la voix, toujours aussi caractéristique ».
Eric Mandel du Journal du dimanche constate que l'album séduit « par son parti pris, entre électronique pointue ou dansante et noirceur à la New Order (L'Homme en noir, Berlin) » et met en avant la ballade Si je tombais. En même temps, il trouve l'album « décevant aussi, voire agaçant par instants », critiquant : 

« La richesse des arrangements léchés finit par atrophier la voix, pourtant singulière, de Willem, qui reconnaît: "Je voulais que le chant se fonde dans les instrumentations à l'anglo-saxonne du disque." Certes? Mais sur Heartbox ou Sensitized, chantée en duo avec Kylie Minogue, elle sonne totalement désincarnée pour évoquer une Mylène Farmer au masculin - ce qui ne relève par forcément du compliment. »

Sylvain Siclier du Monde qualifie la chanson L'Homme en noir de « pas très convaincant[e] » et critique le titre Sensitized pour son utilisation du sample de Bonnie and Clyde, qu'il trouve surutilisé, mais il complimente les titres écrits par Skye et le trio britannique formé par Tina Harris, Steve Lee et Pete "Boxsta" Martin, « où se combinent l'ancien Willem et le nouveau ». Il soulève particulièrement les titres Entre nous et le sol, Coffee, Fragile et Trash.
À la suite du succès mitigé de son album, Christophe Willem exprime le sentiment d'être allé trop loin, soulignant que le changement de son était trop radical et qu'il « manquait un chaînon entre les deux disques ». Il ajoute que l'album a été étiqueté comme électro, ce qui a suscité des inquiétudes auprès de certaines radios, malgré la présence de ballades dans l'ensemble.

## Performance commerciale
En France, Caféine entre directement à la première place du Top Albums, la semaine du 30 mai 2009 avec 44 354 exemplaires vendus sur CD et 5 414 téléchargements. L'album garde cette position en deuxième semaine, avant de descendre et de quitter le top 10 après cinq semaines. En total, l'album est resté classé pendant 76 semaines.
En Belgique francophone, l'album entre également à sa plus haute position, en 2e, dans l'Ultratop où il restera sept semaines dans le top 10 et classé pour une durée totale de 67 semaines.
Débutant à la 10e position dans le classement suisse, l'album se maintient à la 11e position durant la deuxième semaine avant de descendre rapidement et de quitter le classement après neuf semaines, en août.
L'album s'est écoulé à 210 000 exemplaires et a eu moins de succès que son prédécesseur Inventaire avec les singles à succès Double je et Jacques a dit. Malgré cela, Caféine est certifié disque de platine en France et disque d'or en Belgique,.

## Liste des chansons
| 1.  | Ouverture (instrumental)                                | Alexandre Azaria                                                                                                 | Hiro My Hero                                    | 0:38 |
| 2.  | L'Homme en noir (Titre original : Undressing You)       | Kate Elsworth, Tim Kellett Adaptation en français : Skye                                                         | Hiro My Hero                                    | 4:30 |
| 3.  | Sensitized (duo avec Kylie Minogue)                     | Guy Chambers, Cathy Dennis, Serge Gainsbourg Adaptation en français : Skye et Christophe Willem                  | Guy Chambers, Cathy Dennis                      | 3:46 |
| 4.  | Berlin                                                  | Paroles: Skye Musique: Rodrigue Janois, William Rousseau, Jean-Pierre Pilot, Frédéric Lemercier, Laurent Szuskin | William Rousseau, Jean-Pierre Pilot, Yves Jaget | 3:13 |
| 5.  | La Demande                                              | Paroles: Zazie Musique: Christophe Willem, Jean-Pierre Pilot                                                     | Jean-Pierre Pilot, Christophe Willem            | 3:38 |
| 6.  | Entre nous et le sol (Titre original : State of Grace)  | Lisa Greene, Steve Lee, Steve Anderson Adaptation en français : Skye et Christophe Willem                        | Steve Anderson                                  | 3:58 |
| 7.  | Plus que tout (Titre original : No One Else)            | Tina Harris, Steve Lee, Pete "Boxsta" Martin Adaptation en français : Skye et Christophe Willem                  | Pete "Boxsta" Martin, Steve Lee, Tina Harris    | 3:43 |
| 8.  | Coffee (Titre original : No, You Can't Stay for Coffee) | Tina Harris, Steve Lee, Pete "Boxsta" Martin Adaptation en français : Skye et Christophe Willem                  | Pete "Boxsta" Martin, Steve Lee, Tina Harris    | 3:37 |
| 9.  | Fragile                                                 | Tina Harris, Jamie Hartman, Alan Bremner, Liz Winstanley Adaptation en français : Skye                           | Tina Harris, Jamie Hartman                      | 3:24 |
| 10. | Trash (duo avec Skye)                                   | Tina Harris, Steve Lee, Pete "Boxsta" Martin Adaptation en français : Skye et Christophe Willem                  | Pete "Boxsta" Martin, Steve Lee, Tina Harris    | 3:53 |
| 11. | Tu te fous de nous                                      | Jennifer Ayache                                                                                                  | Pete "Boxsta" Martin                            | 4:35 |
| 12. | Heartbox                                                | Matt Hales, Guy Chambers                                                                                         | Guy Chambers, Aqualung                          | 3:52 |
| 13. | Yaourt et Lavabo                                        | Paroles : Zazie Musique : Christophe Willem, Jean-Pierre Pilot                                                   | Jean-Pierre Pilot, Christophe Willem            | 4:05 |
| 14. | Si je tombais (acoustique)                              | Corinne Bailey Rae, Deborah French, Grant Black, Paul Herman Adaptation en français : Skye                       | Yves Jaget                                      | 4:54 |

| 1. | Holé Holé (Version originale de L'Homme en noir) | Kate Elsworth, Tim Kellett Adaptation en français : Skye                                                         | Tim Kellett                                     | 4:37 |
| 2. | Berlin (Alternative Version)                     | Paroles: Skye Musique: Rodrigue Janois, William Rousseau, Jean-Pierre Pilot, Frédéric Lemercier, Laurent Szuskin | William Rousseau, Jean-Pierre Pilot, Yves Jaget | 3:08 |
| 3. | La Demande (Remix)                               | Paroles: Zazie Musique: Christophe Willem, Jean-Pierre Pilot                                                     | Alexandre Azaria                                | 4:13 |
| 4. | Si je tombais                                    | Corinne Bailey Rae, Deborah French, Grant Black, Paul Herman Adaptation en français : Skye                       |                                                 | 4:27 |
| 5. | Walk Away                                        | Christophe Willem, Skye, Tina Harris                                                                             | Jamie Hartman, Tina Harris                      | 2:26 |

## Classement et certification
| Classement (2009)               | Meilleure position |
| ------------------------------- | ------------------ |
| Belgique francophone (Ultratop) | 2                  |
| France (Top Albums)             | 1                  |
| France (classement digital)     | 1[réf. souhaitée]  |
| Suisse (Schweizer Hitparade)    | 10                 |

| Classement (2009)               | Position |
| ------------------------------- | -------- |
| Belgique francophone (Ultratop) | 33       |
| France (Top Albums)             | 21       |
| Classement (2010)               | Position |
| Belgique francophone (Ultratop) | 58       |
| France (Top Albums)             | 97       |

### Certifications
| Pays          | Certification | Date            |
| ------------- | ------------- | --------------- |
| Belgique      | Or            | 17 juillet 2009 |
| France (SNEP) | Platine       | 20 octobre 2009 |